# Paecilaema marginatum
Paecilaema marginatum is een hooiwagen uit de familie Cosmetidae.